# Płomień (singel)
Płomień (zapis stylizowany: płomień) – singel polskiej piosenkarki Sanah. Singel został wydany 2 marca 2023.

## Geneza utworu i historia wydania
Piosenka została napisana i skomponowana przez Zuzannę Grabowską, natomiast za produkcję utworu odpowiada Marek Dziedzic.
Singel ukazał się w formacie digital download 2 marca 2023 w Polsce za pośrednictwem wytwórni płytowej Magic Records w dystrybucji Universal Music Polska. Piosenka w wersji koncertowej została umieszczona na pierwszym albumie koncertowym Sanah – Bankiet u Sanah.
Utwór znalazł się na polskiej składance Hity na czasie: Wiosna 2023 (wydana 21 kwietnia 2023).

## Teledysk
Do utworu powstał teledysk w reżyserii Michała Pańszczyka, który udostępniono 3 marca 2023 za pośrednictwem serwisu YouTube.

## Lista utworów
- Digital download[2]

1. „Płomień” – 3:45

## Notowania

### Pozycje na listach sprzedaży
| Kraj   | Lista (2023)             | Najwyższa pozycja |
| ------ | ------------------------ | ----------------- |
| Polska | Billboard Poland Songs   | 25                |
| Polska | OLiS – single w streamie | 24                |